# Псевдо-Кішша тема
Те́ма псевдо-Кішша — тема в шаховій композиції ортодоксального жанру. Суть теми — циклічна переміна функцій ходів білих фігур (вступний і матуючі ходи) у, що найменше, двох фазах на різні захисти  чорних. 

## Історія
Ця ідея походить від теми Кішша, в результаті її подальшої розробки.
Для вираження теми повинно бути, як мінімум, дві фази — наприклад, хибний хід білих із, щонайменше двома тематичними захистами чорних, і дійсне рішення з іншими тематичними захистами, матуючі ходи повинні циклічно чергуватись із вступним ходом першої фази.
У фазах проходить чергування зміни функцій ходів білих фігур за принципом: перша фаза — хибний вступний хід «A» і на два різні захисти чорних виникають мати «B» і «С», а в другій фазі проходить переміна функцій ходів білих фігур так, що вступний хід тепер є «B», матуючий хід на перший захист тепер є «C», той що був у попередній фазі на другий захист, і відповідно на інший захист тепер є матуючий хід «A», що був у попередній фазі вступним.
Ідея дістала назву — тема псевдо-Кішша.
Алгоритм вираження теми:
1. A?
1. ... a 2. B #
1. ... b 2. C #, 1. ... !
1. B!
1. ... c 2. C #
1. ... d 2. A #